# Meridiano 92 oeste
El Meridiano 92 oeste de Greenwich es una línea  de longitud que se extiende desde el Polo norte a través del Océano Ártico, América del Norte, el Golfo de México, América Central, el Océano Pacífico, el Océano Antártico, hasta la Antártida y el Polo sur.
El Meridiano 92 oeste forma un gran círculo con el Meridiano 88 este.

## De Polo a Polo
Comenzando desde el Polo Norte y en dirección hacia el Polo Sur, el meridiano 92 oeste pasa a través de:
| Co-ordinates                     | País, territorio o mar        | Notas |
| -------------------------------- | ----------------------------- | --- |
| 90°0′N 92°0′O / 90.000, -92.000  | Océano Ártico                 | Pasando al oeste de la Isla de Ellesmere, Nunavut, ( 81°38′N 91°56′O / 81.633, -91.933 ) Pasando al oeste de la Isla de Krueger, Nunavut, (81°35′N 91°57′O / 81.583, -91.950 )                                                                               |
| 81°31′N 92°0′O / 81.517, -92.000 |                               | Nunavut — Isla de Fjeldholmen |
| 81°30′N 92°0′O / 81.500, -92.000 | Nansen Sound                  | |
| 81°11′N 92°0′O / 81.183, -92.000 |                               | Nunavut — Isla Axel Heiberg |
| 78°12′N 92°0′O / 78.200, -92.000 | Bahía de noruega              | |
| 76°39′N 92°0′O / 76.650, -92.000 |                               | Nunavut — Isla Devon |
| 74°46′N 92°0′O / 74.767, -92.000 | Canal de Parry                | Estrecho de Barrow |
| 74°0′N 92°0′O / 74.000, -92.000  |                               | Nunavut — Somerset Isla |
| 72°47′N 92°0′O / 72.783, -92.000 | Estrecho del Príncipe Regente | |
| 71°30′N 92°0′O / 71.500, -92.000 | Golfo de Boothia              | |
| 70°25′N 92°0′O / 70.417, -92.000 |                               | Nunavut — Península Boothia |
| 70°0′N 92°0′O / 70.000, -92.000  | Golfo de Boothia              | Bahía Lord Mayor |
| 69°33′N 92°0′O / 69.550, -92.000 |                               | Nunavut |
| 62°49′N 92°0′O / 62.817, -92.000 | Bahía de Hudson               | Rankin IInlet |
| 62°39′N 92°0′O / 62.650, -92.000 |                               | Nunavut |
| 62°32′N 92°0′O / 62.533, -92.000 | Bahía de Hudson               | |
| 57°3′N 92°0′O / 57.050, -92.000  |                               | Manitoba Ontario — 54°55′N 92°0′O / 54.917, -92.000 |
| 48°14′N 92°0′O / 48.233, -92.000 |                               | Minnesota |
| 46°50′N 92°0′O / 46.833, -92.000 | Lago Superior                 | |
| 46°42′N 92°0′O / 46.700, -92.000 |                               | Wisconsin Minnesota — 44°22′N 92°0′O / 44.367, -92.000 Iowa — 43°30′N 92°0′O / 43.500, -92.000 Misuri — 40°36′N 92°0′O / 40.600, -92.000 Arkansas — 36°30′N 92°0′O / 36.500, -92.000 Luisiana — 33°1′N 92°0′O / 33.017, -92.000 (continental y Marsh Island) |
| 29°33′N 92°0′O / 29.550, -92.000 | Golfo de México               | |
| 18°43′N 92°0′O / 18.717, -92.000 |                               | Campeche Tabasco — 18°3′N 92°0′O / 18.050, -92.000 Chiapas — 17°53′N 92°0′W |
| 15°37′N 92°0′W                   | Guatemala                     | |
| 14°21′N 92°0′W                   | Océano Pacífico               | |
| 60°0′S 92°0′W                    | Océano Antártico              | |
| 72°35′S 92°0′W                   | Antártida                     | Territorio no reclamado |